# Сан-Стіно-ді-Лівенца
Сан-Стіно-ді-Лівенца (італ. San Stino di Livenza, вен. Santo Stino de Livensa) — муніципалітет в Італії, у регіоні Венето, метрополійне місто Венеція.
Сан-Стіно-ді-Лівенца розташований на відстані близько 430 км на північ від Рима, 45 км на північний схід від Венеції.
Населення — 12 955 осіб (2014).

## Демографія
Населення за роками:

Станом на 1 січня 2023 року в муніципалітеті офіційно проживало 1248 іноземців з 55 країн, серед них 328 громадян країн Євросоюзу та 64 громадяни України.

## Сусідні муніципалітети
- Анноне-Венето
- Каорле
- Чессальто
- Конкордія-Саджиттарія
- Ераклеа
- Мотта-ді-Лівенца
- Портогруаро
- Торре-ді-Мосто